# Hasaniden
Als Hasaniden (arabisch بنو حسن, DMG Banū Ḥasan oder arabisch حسنيون, DMG Ḥasanīyūn) bezeichnet man die Nachkommen von ʿAlīs Sohn al-Hasan, einem Enkel des Propheten Mohammed. Sie stellen eine Gruppe innerhalb der Aliden dar und werden seit dem 10. Jahrhundert mit dem Ehrentitel Scharīf (شريف / šarīf, Plural شرفاء / šurafāʾ oder أشراف / ašrāf) bezeichnet.

## Die Hasaniden während der Umayyaden- und Abbasidenzeit
Die Hasaniden spielten zum ersten Mal eine politische Rolle während der späten Umayyadenzeit. So schmiedete um 744 der Hasanide ʿAbdallāh ibn Hasan, der zu dieser Zeit das Oberhaupt der Aliden war, Pläne zur Übernahme der Herrschaft im islamischen Reich, allerdings brachte die daʿwa Hāšimiyya nach dem Aufstand von Abu Muslim 749 zunächst die Abbasiden an die Macht. Während des Kalifats von al-Mansūr sammelten zwei Söhne ʿAbdallāhs, Muhammad an-Nafs az-Zakīya und sein Bruder Ibrāhīm Anhänger um sich, hielten sich aber versteckt. Um die beiden zu zwingen, zum Vorschein zu kommen, ließ der Kalif alle Hasaniden in Medina ergreifen und in Ketten in den Irak überführen. Dort ließ er einige von ihnen auspeitschen und einkerkern, andere enthaupten oder lebendig begraben.
Dies zwang die beiden Brüder, schließlich hervorzutreten. In der zweiten Hälfte des Jahres unternahmen sie einen großangelegten Aufstand in Medina und Basra, bei dem sie von den Zaiditen unterstützt wurden. Der Aufstand von Muhammad und Ibrāhīm wurde zwar schon wenige Monate später niedergeschlagen, doch gelang es einem dritten Sohn ʿAbdallāhs, Idrīs, in den westlichen Maghreb auszuweichen und dort 789 mit Unterstützung einheimischer Berberstämme einen hasanidischen Staat zu begründen. Seine Nachkommen, die Idrisiden, herrschten bis zum Anfang des 10. Jahrhunderts über weite Gebiete des heutigen Marokko. Ein vierter Sohn ʿAbdallāhs, Yaḥyā, unternahm schließlich 792 in Dailam einen Aufstand gegen den abbasidischen Kalifen Hārūn ar-Raschīd.

## Spätere hasanidische Dynastien
Mit Unterstützung der Zaiditen gründeten Hasaniden in der zweiten Hälfte des 9. Jahrhunderts zwei Imamate im nordiranischen Tabaristan südlich des Kaspischen Meeres und in der jemenitischen Stadt Saada. Ein Hasanide namens Dschaʿfar erlangte außerdem in der zweiten Hälfte des 10. Jahrhunderts die Herrschaft über Mekka. Seine Nachkommen, die sogenannten Scherifen von Mekka, herrschten bis 1925 über die Heilige Stadt. Bis zum 14. Jahrhundert hat sie ebenfalls eine zaiditische Ausrichtung. Aus der Familie der mekkanischen Scharīfen ging auch die moderne Dynastie der Haschimiten hervor, die noch heute die Herrschaft in Jordanien innehat.
Nachkommen der Idrisiden, die sogenannten Hammudiden, gelangten im 11. Jahrhundert zur Herrschaft über verschiedene Städte Andalusiens. Ab dem Ende des 13. Jahrhunderts wanderten mehrere hasanidische Familien aus der Nachkommenschaft von Muhammad an-Nafs az-Zakīya in das Gebiet von Sidschilmasa im äußeren Maghreb ein. Auf diese Familien führen sich die vielen scharīfischen Familien zurück, die noch heute in Marokko existieren. Auch die marokkanischen Dynastien der Saadier (16.–17. Jahrhundert) und Alawiden (17. Jahrhundert bis heute) werden auf die Familien zurückgeführt.